# Opistocysta flagellum
Opistocysta flagellum är en ringmaskart. Opistocysta flagellum ingår i släktet Opistocysta och familjen Opistocystidae. Inga underarter finns listade i Catalogue of Life.